# Sony Ericsson Xperia Neo
索尼爱立信 Xperia neo (MT15i)是索尼爱立信研发生产的一款Xperia系列智能手机。该款手机于2011年2月14日在全球移動通訊大會上发布。

## 特色功能
- Mobile BRAVIA图像引擎以及Reality Display显示技术[2]
- Exmor R CMOS 背照式感光元件
- 810萬畫位素與HD攝影
- 人体工学流线设计
- 高通MSM8255 1GHz 處理器
- 噪音消除 Noise Shield
- Timescape全息沟通管理以及Mediascape
- Adreno 205 GPU

## 操作系统及用户界面
Xperia neo採用了Android2.3操作系统（已提供Android 4.0 Ice Cream Sandwich的軟件升級）以及索尼爱立信独家的用户界面（UPX4）。

## Xperia Neo V
2011年10月索尼愛立信推出類似的型號Xperia Neo V（MT11i）。與Xperia Neo 相比，Neo V 只有 5.0 百萬像素的相機，且沒有 Exmor R，而上網速度也較慢。除此之外，Neo V的硬體配備與Neo一樣。索尼愛立信聲稱，推出Neo V的原因是8.0 百萬像素鏡頭的感光元件缺貨。

## 资料来源
1. ↑  http://mobile.pconline.com.cn/focus/mwc2011/1102/2337633.html （页面存档备份，存于） Xperia neo 发布
2. ↑  http://www.sonyericsson.com/cws/products/mobilephones/overview/xperia-neo?cc=cn&lc=zh （页面存档备份，存于） 特色功能
3. ↑  . GSMArena.com. 19 December 2011  [2013-09-29]. （原始内容存档于2013-10-01）.